# Leila Ben Gacem
 (mars 2021).
Leila Ben Gacem (arabe : ليلى بن قاسم), née en 1969, est une entrepreneuse sociale tunisienne. Elle est la fondatrice de la société Blue Fish et de plusieurs initiatives qui visent à promouvoir le patrimoine tunisien et la scène culturelle à travers la société civile.
Elle est également conseillère municipale de Béni Khalled depuis les élections municipales de 2018.

## Biographie

### Jeunesse
Ben Gacem est née en 1969 en Tunisie. Dès son jeune âge, Ben Gacem est exposée à un environnement multiculturel : son père quitte en 1972 son poste au ministère du Développement et de la Coopération internationale pour poursuivre ses études à l'université Harvard. Il y devient ingénieur, titulaire d'une maîtrise en administration publique de la John F. Kennedy School of Government, et aide à établir les premiers plans de développement en Tunisie et aux Émirats arabes unis,.
Âgée de trois ans, Leila Ben Gacem accompagne sa famille aux États-Unis puis, en 1972, aux Émirats arabes unis où elle vit pendant quatorze ans,. Elle décide après l'obtention de son baccalauréat de poursuivre des études d'ingénierie biomédicale à l'université de Boston.

### Carrière professionnelle
Elle obtient son diplôme à l'âge de 23 ans et décide de retourner en Tunisie. La difficulté d'y trouver un emploi correspondant à son diplôme et le fait de ne pas parler français l'oblige à entamer la procédure d'équivalence de son diplôme, qui se réduit à un certificat de technicien de santé. Elle se voit alors obligée d'accepter un poste dans une société tunisienne avec un faible revenu.
Après quatre ans, Hewlett-Packard lui offre un contrat en Allemagne, qu'elle accepte aussitôt. En raison des faibles bénéfices du département médical, la multinationale décide toutefois que le département n'est plus nécessaire au fonctionnement de l'entreprise. Ben Gacem fait alors son retour en Tunisie. On lui propose, après une courte période, un poste en Libye.
En 2006, elle ne renouvelle pas son contrat et fait ses premiers pas dans le monde de l'entrepreneuriat social. Elle commence dans un premier temps à s'intéresser à l'artisanat tunisien et fonde Blue Fish, une entreprise qui vise à aider les artisans, en particulier les femmes, à exporter leurs œuvres et à développer leur business.
En 2007, elle est membre du bureau national du Centre des jeunes dirigeants d'entreprise. Elle occupe par la suite le poste de directrice de la formation au Khalifa Fund for Enterprise Development, y aidant les artisans émiratis à développer leurs entreprises.

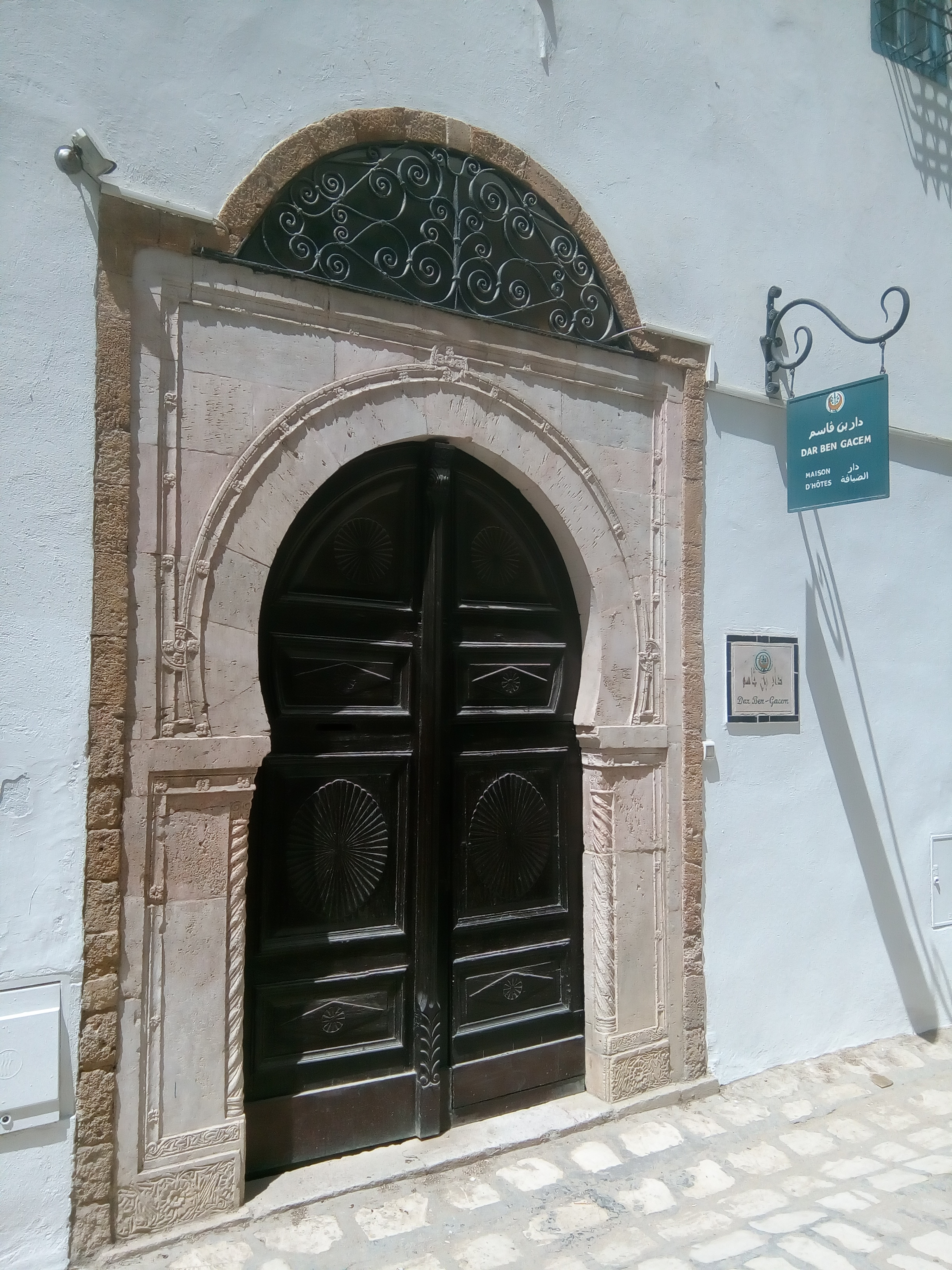
Porte de Dar Ben Gacem.

Son frère, premier Tunisien à être accepté en deuxième cycle universitaire à Harvard, l'aide financièrement à réaliser son rêve d'acheter une maison d'hôtes,. En 2013, elle ouvre donc Dar Ben Gacem, un hôtel-boutique et une entreprise sociale située dans une maison de la médina de Tunis auparavant habitée par une famille pendant 300 ans. Son objectif principal est aussi de contribuer au développement de la médina.
En 2017, elle rejoint le réseau des femmes leaders du Maghreb.

### Engagement civique et changement social
Ben Gacem est connue comme un catalyseur socioculturel. Elle est impliquée dans de nombreuses initiatives culturelles pour relancer la médina de Tunis et assurer son développement durable. En 2015, Ben Gacem joue avec d'autres acteurs de la société civile un rôle dans la relance de l'association de La Rachidia à l'occasion de son 80e anniversaire, puis se joint à d'autres initiatives culturelles telles que le Journal de la médina ou le projet MedinaPedia sur Wikipédia. Elle mène également une campagne nationale pour relancer l'artisanat des balghas et des chéchias.

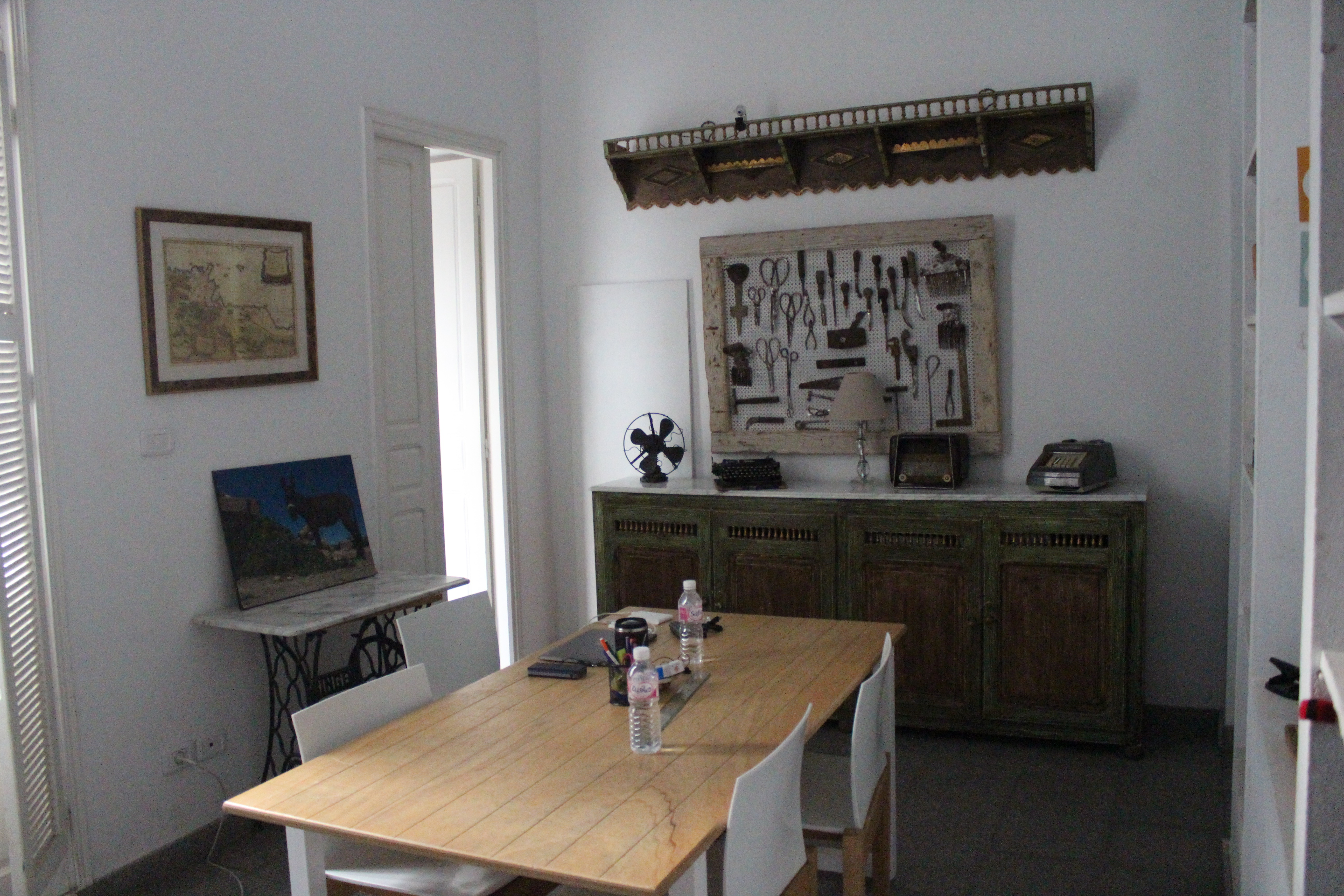
Dar El Harka.

Présidente de l'Association de sauvegarde de Béni Khalled, elle est également trésorière de l'association Ultra Marathon Tunisie qui organise un ultra-marathon, UltraMirage, dans le Jérid. Elle fonde par ailleurs un centre culturel et espace de coworking, Dar El Harka, dans la médina de Tunis.
Candidate aux élections municipales tunisiennes de 2018 dans le cadre d'une liste de candidats indépendants[source insuffisante], Ben Gacem est élue conseillère municipale à Béni Khalled et préside sa commission des finances.

## Prix et distinctions
En 2016, elle devient une boursière Ashoka.
En 2017, Ben Gacem reçoit le prix Fatima al-Fihriya à Kairouan aux côtés de l'actrice Mouna Noureddine. La même année, elle obtient le titre de femme entrepreneure culturelle de l'année.